# Helsinki Open 2018
Die Helsinki Open 2018 fanden vom 2. bis zum 4. November 2018 in Helsinki statt. Es war die elfte Austragung dieser internationalen Meisterschaften von Finnland im Badminton.

## Sieger und Platzierte
| Disziplin    | Gold                             | Silber                           | Bronze                           |
| ------------ | -------------------------------- | -------------------------------- | -------------------------------- |
| Herreneinzel | Kasper Lehikoinen                | Justus Kilpi                     | Arto Lahtinen                    |
| Herreneinzel | Kasper Lehikoinen                | Justus Kilpi                     | Joakim Oldorff                   |
| Dameneinzel  | Helina Rüütel                    | Nella Siilasmaa                  | Annmarie Oksa                    |
| Dameneinzel  | Helina Rüütel                    | Nella Siilasmaa                  | Liisa-Lotta Tannik               |
| Herrendoppel | Miika Lahtinen Jere Övermark     | Kristjan Kaljurand Raul Käsner   | Jesper von Hertzen Mika Köngäs   |
| Herrendoppel | Miika Lahtinen Jere Övermark     | Kristjan Kaljurand Raul Käsner   | Julius von Pfaler Pekka Ryhänen  |
| Damendoppel  | Helina Rüütel Liisa-Lotta Tannik | Maija Krzywacki Elina Niiranen   | Jannica Monnberg Annmarie Oksa   |
| Damendoppel  | Helina Rüütel Liisa-Lotta Tannik | Maija Krzywacki Elina Niiranen   | Heini Ihalainen Linnea Vainula   |
| Mixed        | Kristjan Kaljurand Helina Rüütel | Julius von Pfaler Tuuli Härkönen | Jesper von Hertzen Mari Mikkonen |
| Mixed        | Kristjan Kaljurand Helina Rüütel | Julius von Pfaler Tuuli Härkönen | Marko Pyykönen Mathilda Lindholm |